# イギリスの競馬
イギリスの競馬（イギリスのけいば）では、イギリス (グレートブリテンおよび北アイルランド連合王国)における競馬について記述する。

## 歴史
- 12世紀頃、イギリスでの最初の競馬が行われたとされる。
- 1540年、世界初の競馬場としてチェスター競馬場が建設され、近代競馬（正式のルールと専用の施設（競馬場）に基づく競馬）が行われるようになった。
- 1700年頃、競走馬の品種改良が進み、サラブレッドと呼ばれる品種が誕生した。
- 1727年、競走馬の競走成績が公式文書（レーシングカレンダー）として残されるようになった。
- 1750年、競馬統括団体としてジョッキークラブが設立された。
- 1791年、ジェネラルスタッドブックが刊行された。
- 1791年、エスケープ事件が発生。
- 18世紀、競走形式がマッチレースおよびヒートレースからステークス方式へと変化した。
- 1909年、ジャージー規則が制定された（1949年に撤廃された）。
- 1993年、競馬統括団体がジョッキークラブから英国競馬公社（BHB）へと移った。
- 2007年、競馬統括団体が英国競馬公社から英国競馬統括機構（BHA）へと移った。
- 2011年、ブリティッシュ・チャンピオンズシリーズを創設。
- 2011年、イギリス競馬史上最大規模の八百長事件が2009年に行われていたことが発覚。
- 2021年、ブリティッシュ・チャンピオンシリーズ10周年を記念し、イギリス競馬殿堂が設立される。

## 特徴
- 年間の観客動員数は600万人。観客動員数で見た場合、イギリス国内ではサッカー（900万人）に次ぐ人気を持つスポーツである。
- 近代競馬（正式の規則に基づき、専用の施設（競馬場）において行われる競馬）発祥の地として知られる。
- ブックメーカーを介した賭けが盛んに行われている。イギリス国内における競馬の売り上げは100億ポンドに達するが、うち97%がブックメーカーの売り上げである。このため、日本に次ぐ世界第2位の売り上げ規模、人口当たりでもオーストラリアに次ぐ売り上げを有しているにもかかわらず、財源は乏しい。
- 春から秋にかけてが平地競走のシーズンで、秋から春にかけてが障害競走のシーズンとなっている[1]。2013年は平地開催が844回、障害開催が482回、混合開催が4回であり、競走数は平地が5659回、G1（グループ1）は33。障害競走は年間に3218回行われ、G1（グレード1）は30である。
- 競走馬の生産は主にニューマーケットにおいて行われている。生産頭数は年間約6000頭（世界第9位、サラブレッド単品種では6位）。ただし隣国アイルランド（生産頭数12000頭）から大規模な供給がある。
- 動物愛護の観点からムチの使用は7発までとする制限がある。イギリスに転戦する騎手にも適用され、過去には武豊や川田将雅が騎乗停止処分を受けたことがある。2019年、イギリス労働党は公約の一つに「ムチの使用を制限」を掲げており、今後も使用回数が減らされる可能性がある[2][3]。
- アマチュア騎手の制度が存在する。

## 平地競走
平地競走は3月から11月に開催される。なかでも主要な競走は4月から10月に集中している。
平地競走はレイティング（単位はポンド; 1ポンド≒0.454 kg）により、Class 1（グループ競走・リステッド競走）、Class 2 (86-100, 91-105 & 96-110)、Class 3 (76-90 & 81-95)、Class 4 (66-80 & 71-85)、Class 5 (56-70 & 61-75)、Class 6 (46-60 & 51-65)、Class 7 (46-50)にクラス分けされている。

### 主な平地競走と主要開催日程
4月から5月までの春シーズンは、3歳馬によるクラシック戦が中心である。6月上旬のダービーが終わると、古馬の主要な競走も始まると共に、2歳馬の本格的な競走が解禁される。特に6月中旬に行われるロイヤルアスコット開催はイギリスを代表する競馬開催である。
夏になると、南部のグッドウッドや中北部のヨーク、ドンカスターなどで大きなイベントが開催される。英国の4カントリーのうち、主要競走は イングランドに集中している。
秋に行われてきたニューマーケット競馬場のチャンピオンズデー開催は、近年、フランスの凱旋門賞やアメリカ合衆国のブリーダーズカップ、日本のジャパンカップなどの高額競走との競合の結果、大きく再編されてアスコット競馬場で行われることになった。これに伴い、従来チャンピオンズデー開催の一環として行われていた主要2歳戦のミドルパークステークスやデューハーストステークスは、ニューマーケット競馬場で「フューチャー・チャンピオンズデー」として1日に複数の2歳戦を行うイベントへと変わった。
※開催中のなかでも特に主な競走は太字とした。グループ制によるG1競走のほか、G2戦やグループ制度外の競走でも、開催中のメイン競走や賞金がG1戦と同等以上に高額なものを太字としている。
| 時期               | 日数 | 開催名                                                       | 競馬場           | 主な競走 | 備考                                                       |
| ------------------ | ---- | ------------------------------------------------------------ | ---------------- | --- | ---------------------------------------------------------- |
| 4月末 ～5月上旬    | 2    | ギニーズフェスティバル開催 Guineas Festival                  | ニューマーケット | 2000ギニー G1 1000ギニー G1 | ローリーマイルコースで開催。                               |
| 5月中旬            | 1    | ロッキンジSデー Lockinge Stakes Day                          | ニューベリー     | ロッキンジステークス G1 |                                                            |
| 5月末 ～6月上旬    | 2    | ダービーフェスティバル開催 Derby Festival meeting            | エプソム         | ダービーステークス G1 オークス G1 コロネーションカップ G1 ダイオメドS G3 プリンセスエリザベスS G3 |                                                            |
| 6月中旬            | 5    | ロイヤルアスコット開催 Royal Ascot Festival meeting          | アスコット       | アスコットゴールドC G1 プリンスオブウェールズS G1 キングチャールズ3世S G1 コロネーションS G1 クイーンアンS G1 セントジェームズパレスS G1 クイーンエリザベス2世ジュビリーS G1 コモンウェルスカップ G1 ロイヤルハントカップ ウォキンガムS（ハンデ戦） コヴェントリーステークス G2 デュークオブケンブリッジS G2 クイーンメアリーS G2 ノーフォークS G2 リブルスデイルS G2 キングエドワード7世S G2 ハードウィックS G2 | イギリスの競馬開催の中でも最も格の高い開催。               |
| 7月上旬            | 1    | コーラル・エクリプスデー Coral Eclipse Day                   | サンダウン       | エクリプスS G1 スプリントS G3 | “コーラル”はスポンサー企業である大手ブックメーカーの名称。 |
| 7月中旬            | 3    | ジュライフェスティバル July Festival meeting                 | ニューマーケット | ジュライカップ G1 ファルマスS G1 プリンセスオブウェールズS G2 ダッチェスオブケンブリッジS G2 スーパーレイティヴS G2 ジュライS G2 | ジュライコースで開催。                                     |
| 7月下旬            | 3    | キングジョージウィークエンド King George Weekend             | アスコット       | キングジョージ6世&クイーンエリザベスS G1 インターナショナルハンデ（International Handicap） - 賞金10万ポンドのハンデ戦 |                                                            |
| 7月下旬 ～8月上旬  | 5    | グロリアスグッドウッド開催 Glorious Goodwood meeting         | グッドウッド     | サセックスS G1 ナッソーS G1 グッドウッドカップ G1 レノックスS G2 スチュワーズC （ハンデ戦） キングジョージS ヴィンテージS G2 リッチモンドS G2 |                                                            |
| 8月下旬            | 4    | イボアフェスティバル Ebor Festival                           | ヨーク           | イボアH（ハンデ戦） インターナショナルS G1 ヨークシャーオークス G1 ナンソープS G1 シティオブヨークS G1 ジムクラックS G2 グレートヴォルティジュールS G2 ロンズデールC G2 ロウザーS G2 |                                                            |
| 9月上旬            |      |                                                              | ヘイドック       | スプリントカップ G1 | 1970年代まで11月に開催されていた。                         |
| 9月中旬            | 4    | セントレジャーフェスティバル St.Leger Festival               | ドンカスター     | セントレジャーS G1 ドンカスターC G2 パークS G2 パークヒルS G2 シャンペンS G2 フライングチルダーズS G2 メイヒルS G2 |                                                            |
| 9月下旬 ～10月上旬 |      | ケンブリッジシャー開催 Cambridgeshire Meeting                | ニューマーケット | ケンブリッジシャーH（ハンデ戦） ミドルパークS G1 チェヴァリーパークS G1 ロイヤルロッジS G2 サンチャリオットS G1 ロックフェルS G2 ジョエルS G2 | ローリーマイルコースで開催                                 |
| 10月中旬           | 1    | フューチャー・チャンピオンズデー開催 Future Champions Day    | ニューマーケット | デューハーストS G1 フィリーズマイル G1 チャレンジS G2 | 近年再編された。2歳戦を集中的に開催。                      |
| 10月中旬           | 1    | ブリティッシュ・チャンピオンズデー開催 British Champions Day | アスコット       | チャンピオンS G1 クイーンエリザベス2世S G1 BCフィリーズ&メアズS G1 BCスプリントS G1 BCロングディスタンスC G1 | 近年、ニューマーケット競馬場から移転し、再編成された。     |
| 10月下旬           |      |                                                              | ドンカスター     | フューチュリティトロフィー G1 | イギリスの平地競馬シーズン最後のG1戦。                     |

## 障害競走
障害競走は10月から4月に行われる。特に主要な競走は11月から4月に集中している。

### 主な障害競走
- トルワースハードル
- ヴィクターチャンドラーチェイス
- シリーアイルズノービスチェイス
- アスコットチェイス
- チェルトナムフェスティバル
  - シュプリームノービスハードル
  - アークルチャレンジトロフィー
  - ネプチューンインベストメントマネージメントノービスハードル
  - RSAチェイス
  - チャンピオンバンパー
  - JLTノービスチェイス
  - ライアンエアーチェイス
  - トライアンフハードル
  - スパノービスハードル
  - デイヴィッド・ニコルソンメアズハードル
  - チャンピオンハードル
  - クイーンマザーチャンピオンチェイス
  - ワールドハードル
  - チェルトナムゴールドカップ
- グランドナショナルミーティング
  - マニフェストノービスチェイス
  - ベットフレッドボウルチェイス
  - アニヴァーサリー4歳ノービスハードル
  - セフトンノービスハードル
  - マグハルノービスチェイス
  - エイントリーハードル
  - トップノービスハードル
  - マイルドメイノービスチェイス
  - マージーノービスハードル
  - シルヴァークロスステイヤーズハードル
  - グランドナショナル
  - メリングチェイス
- セレブレーションチェイス
- スコティッシュグランドナショナル
- ベット365ゴールドカップ
- ラドブロークストロフィー
- ベットフェアチェイス
- ファイティングフィフスハードル
- ティングルクリークチェイス
- コートスターノービスチェイス
- クリスマスハードル
- フィナーリジュヴェナイルハードル
- ロングウォークハードル
- チャローノービスハードル
- ヘンリー8世ノービスチェイス
- キングジョージ6世チェイス
- ウェルシュナショナル

### 現在のイギリスの主な障害競走のレース日程
- 3月 - （第3週）チェルトナムフェスティバル（初日：チャンピオンハードル 2日目：クイーンマザーチャンピオンチェイス 3日目：ワールドハードル 4日目：チェルトナムゴールドカップ）
- 4月 - （第1週）グランドナショナルミーティング（2日目：メリングチェイス 3日目：グランドナショナル）（第3週）スコティッシュグランドナショナル（第4週）ベット365ゴールドカップ
- 11月- （第3週）ベットフェアチェイス（第4週）ラドブロークストロフィー
- 12月- （第4週）キングジョージ6世チェイス・ウェルシュナショナル[29]

## 主な競馬場

### イングランド
- アスコット競馬場
- エプソム競馬場
- エイントリー競馬場
- グッドウッド競馬場
- チェルトナム競馬場
- ドンカスター競馬場
- ニューマーケット競馬場
- サンダウン競馬場
- ヨーク競馬場
- リングフィールド競馬場（Lingfield Park Racecourse）
- ニューベリー競馬場
- ヘイドックパーク競馬場
- ウインザー競馬場（Windsor Racecourse）
- ケンプトンパーク競馬場（Kempton Park Racecourse）

### スコットランド
- エア競馬場（Ayr Racecourse）

### ウェールズ
- フォスラス競馬場（Ffos Las racecourse）

### 北アイルランド
- ダウンロイヤル（Down Royal）
- ダウンパトリック競馬場（Downpatrick Racecourse）

## 日本への遠征
→詳細は「海外調教馬による日本への遠征」を参照。